# Alejandro Alfaro
Alejandro Alfaro Ligero (* 23. November 1986 in La Palma del Condado, Provinz Huelva) ist ein spanischer Fußballspieler. Der 1,73 m große Alfaro spielt im rechten Mittelfeld oder bisweilen auch als rechter Außenstürmer.

## Karriere
Aus der Jugend des FC Sevilla hervorgegangen, war Alfaro seit dem Jahr 2005 einer der wichtigsten Spieler von Sevilla Atlético, der zweiten Mannschaft, die mit seiner Hilfe seit 2005 in der Segunda División spielte.
Am 28. Januar 2007 erzielte Alfaro sein erstes Tor in der Liga beim 4:2 gegen UD Levante und war im selben Jahr bei vier Begegnungen im UEFA-Cup vertreten. 2008/09 ging er auf Leihbasis zum CD Teneriffa; in dieser Zeit war er mitverantwortlich für die Rückkehr des Vereins von den Kanarischen Inseln in die erste Liga nach sieben Jahren Abwesenheit.
Nachdem er 2009 die Vorbereitungszeit in Sevilla absolviert hatte, wurde Alfaro nochmals für eine Saison an Teneriffa ausgeliehen. Zusammen mit dem Stürmer Nino war er neuerlich die wichtigste Angriffsformation im Team.
Für die Saison 2010/11 nach Sevilla zurückgekehrt, profitierte Alfaro zu Beginn von der verletzungsbedingten Abwesenheit von Jesús Navas und schoss zum Beispiel am 19. September 2010 das entscheidende Tor beim 2:1 gegen FC Málaga. Am 4. November traf er zweimal  beim 4:0-Heimsieg gegen Karpaty Lwiw in der Europa League; in der darauf folgenden Woche traf er zweimal ins Ziel, als Einwechselspieler beim 2:0 gegen den FC Valencia und beim 6:1 gegen Real Unión Irún im Copa del Rey.

## Erfolge
- UEFA Cup: FC Sevilla 2006/07
- Spanischer Pokal: FC Sevilla 2006/07